# Dioctria kowarzi
Dioctria kowarzi là một loài ruồi trong họ Asilidae. Dioctria kowarzi được Frivaldszky miêu tả năm 1877. Loài này phân bố ở vùng Cổ Bắc giới.